# Schlagbolzenanzünder

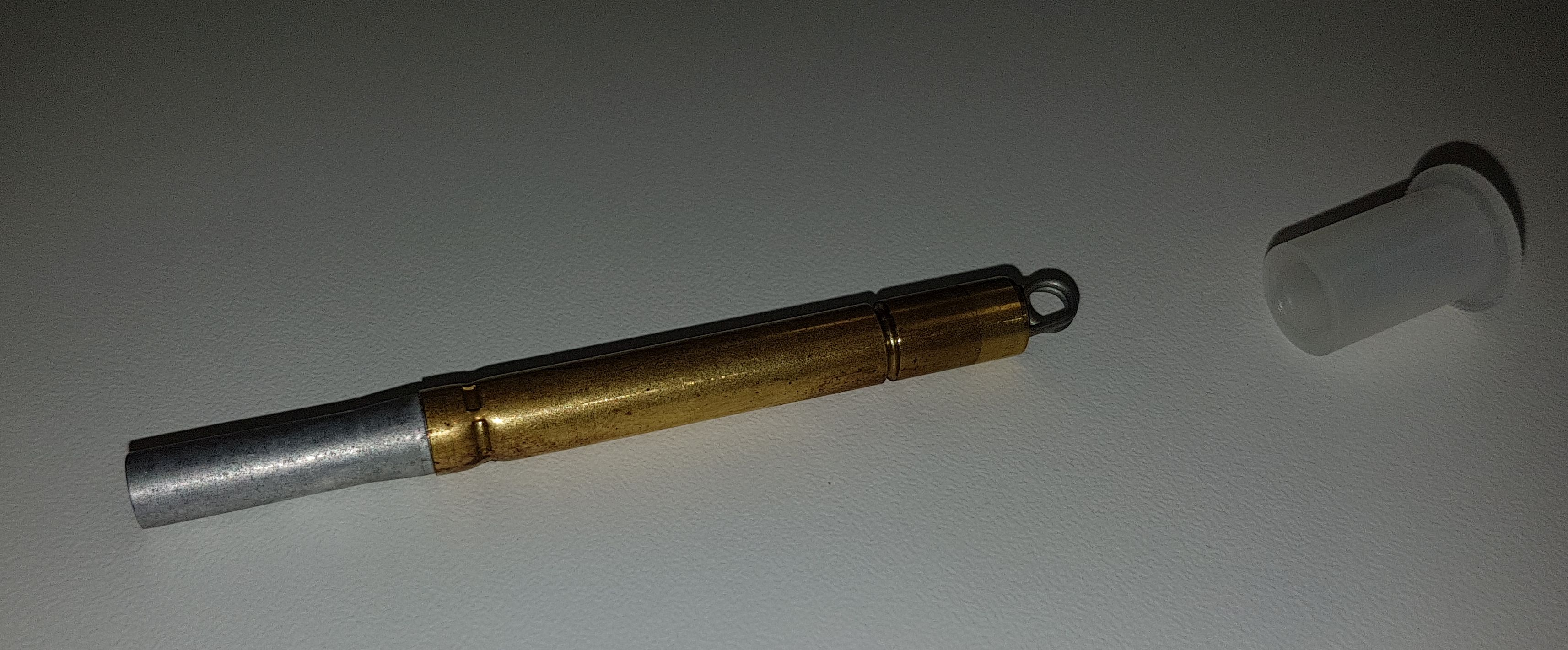
Schlagbolzenanzünder für Pyrotechnik und Lawinensprengung mit Schutzkappe

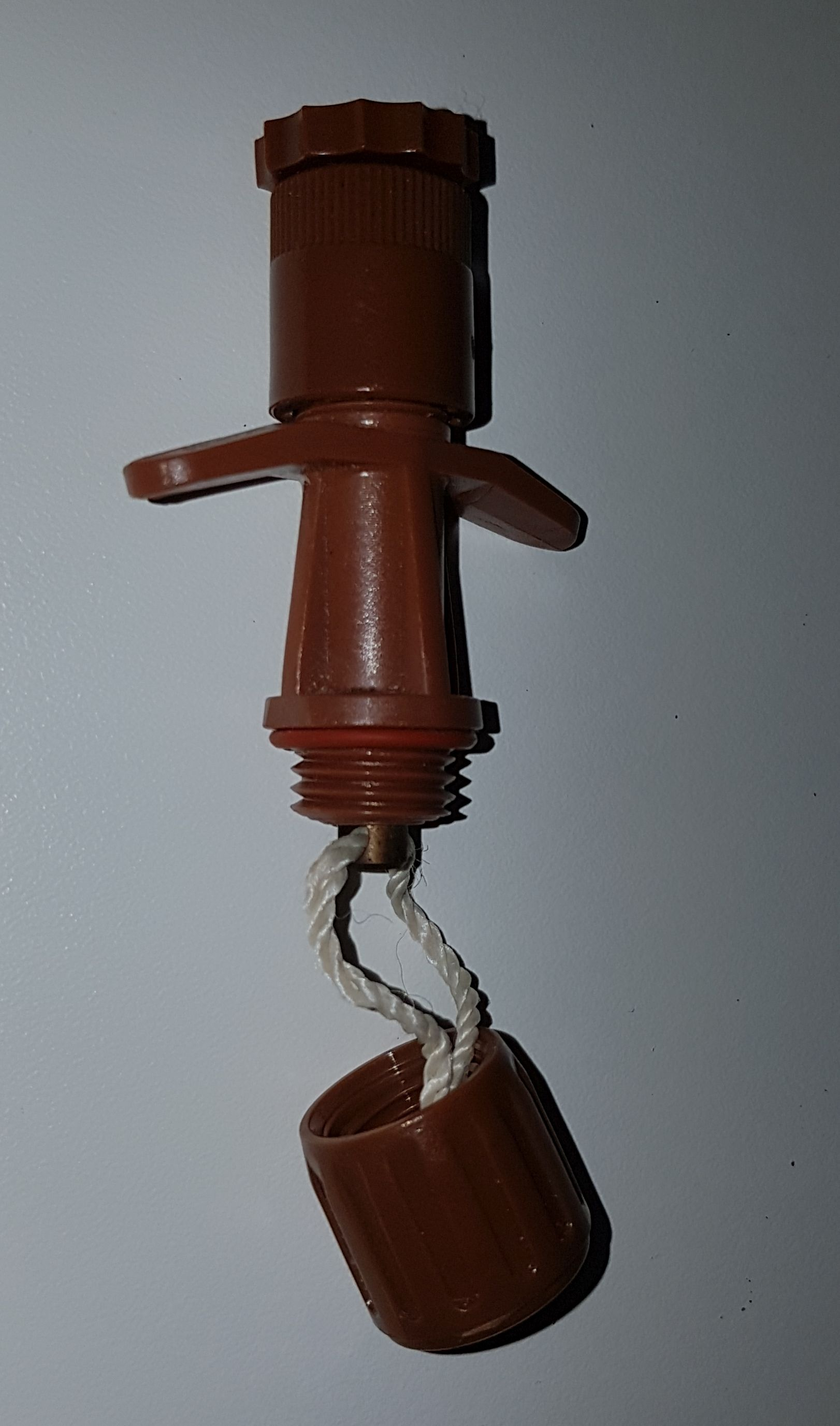
Rüttelsicherer Schlagbolzenanzünder des Schweizer Militärs, Schutzkappe abgeschraubt, bereit zum Auslösen

Ein Schlagbolzenanzünder ist ein mechanisch auszulösendes Anzündmittel für pyrotechnische Stoffe. Der Schlagbolzenanzünder unterscheidet sich vom Schlagbolzenzünder dadurch, dass er nicht sprengkräftig ist.

## Aufbau
Der Schlagbolzenanzünder besteht im Wesentlichen aus einem durch eine Feder angetriebenen Schlagbolzen, der auf ein Zündhütchen schlägt und dadurch eine Flamme erzeugt.

## Verwendung
Durch das Auslösen der Reißöse und der daraus resultierenden Bewegung des durch eine Feder vorgespannten Schlagbolzens auf das Zündhütchen wird z. B. die im Anwürgbereich befindliche Zündschnur mit der Schwarzpulverseele entzündet.
Schlagbolzenanzünder werden für pyrotechnische Sätze (z. B. Feuerwerk oder Seenotsignale) und in der Sprengtechnik sowie zur künstlichen Auslösen von Lawinen (Zündung der Sicherheitszündschnur) durch Sprengstoff verwendet. Schlagbolzenanzünder sollten, insbesondere bei der Verwendung beim künstlichen Auslösen von Lawinen aus dem Hubschrauber rüttelsicher sein (so wie die militärischen Varianten).
Im militärischen Bereich werden Schlagbolzenzünder vielfältig, unter anderem auch für Minen und Torpedos verwendet.